# 56e division (armée impériale japonaise)
La 56e division (第56師団, Dai-go-jū-roku shidan) est une unité d'infanterie de l'armée impériale japonaise basée à Kurume puis en Birmanie durant la Seconde Guerre mondiale. Son nom de code est Division Dragon (龍兵団, Ryu-heidan). Elle est créée le 10 juillet 1940 en même temps que les 51e, 52e, 54e, 55e, et 57e divisions. Elle partage son quartier-général avec la 12e division. Elle recrute dans les préfectures de Fukuoka, de Saga, et de Nagasaki. Elle est initialement affectée au district de mobilisation de Kurume (ja) sous l'autorité de l'armée du district de l'Ouest.

## Histoire
En octobre 1941, le 146e régiment d'infanterie et le 2e bataillon du 56e régiment d'artillerie de campagne sont réorganisés au sein du « 56e régiment mixte indépendant » (affecté au détachement Sakaguchi). Celui-ci part de Palaos le 16 décembre 1941 et débarque à Davao aux Philippines le lendemain puis repart le 7 janvier 1942 pour Tarakan à Bornéo. Il est ainsi prévu qu'il participe à l'invasion de cette île. Le 21 janvier 1942, il part de Tarakan pour Balikpapan et, le 19 février, le détachement Sakaguchi est envoyé à l'est de Java où il arrive le 1er mars 1942 pour coopérer avec la 48e division. Le détachement est crédité de la capture du port du Kabupaten de Cilacap après une marche de 400 km. Il est finalement récupéré par la 56e division en avril 1942.
Juste avant le déclenchement de la guerre du Pacifique, la 56e division est entièrement mobilisée en novembre 1941. Bien qu'initialement prévue comme renfort pour l'invasion japonaise de la Malaisie, l'arrêt rapide de la résistance britannique fait qu'elle est transférée à la 25e armée et envoyée en Birmanie en mars 1942. Elle débarque à Rangoun et participe à la bataille de Taungû. La 56e division rallie la 55e division à Taungû le 28 mars 1942. Ses unités de reconnaissance forcent les Chinois à évacuer la ville vers l'est. Plus tard, la 56e division flanque la ligne alliée à l'est, en avançant à travers les montagnes jusqu'à la rivière Salween dans les États Karennis. La division défait le 6e Corps chinois à Mawchi dans les collines Karen (en) le 13 avril 1942, puis à Bawlakhe, Bato, Taunggyi et Loikaw le 20 avril 1942, et le force à reculer vers l'est jusqu'au Yunnan. Avançant vers le nord à travers les États Shan (en), la 56e division défait des éléments du 65e Corps chinois et capture la ville de Lashio sur la route de Birmanie. La prise de cette ville permet à la 56e division de couper le 29 avril 1942 les contacts d'une grande partie de l'armée chinoise locale avec la Chine et contraint les Alliés à évacuer la Birmanie. La division pénètre au Yunnan à la poursuite des Chinois mais est arrêtée à la bataille de la rivière Salween par les 36e et 88e divisions chinoises le 31 mai 1942.
À partir de mai 1942, la 56e division est affectée à des missions de garnison à la frontière avec le Yunnan. Le 113e régiment d'infanterie est principalement stationné au Yunnan et le 148e régiment d'infanterie est stationné à Tengchong. Les combats reprennent en janvier 1944 avec la bataille de Lashio, dans le cadre de la campagne de la bataille du Nord de la Birmanie et de l'Ouest du Yunnan. Durant cette campagne, le 114e régiment d'infanterie, détaché de la 18e division, est crédité de la victoire contre les « maraudeurs de Merrill » au siège de Myitkyina de mai à août 1944 et d'avoir réussi à retarder les forces chinoises supérieures en nombre de 15 contre 1 et de leur avoir infligé de lourdes pertes à la bataille du Mont Song. Face à un ennemi numériquement supérieur et mieux équipé dans une bataille de positions, la 56e division subit également de lourdes pertes. Les survivants sont retirés de la ligne de front en octobre 1944 et se trouvent à la frontière entre le sud de la Birmanie et la Thaïlande au moment de la reddition du Japon le 15 août 1945.